# Стойнич, Здравко
Здравко Стойнич (босн. Zdravko Stojnić; 13 апреля 1957, Сараево, СФРЮ) — югославский и боснийский бобслеист, участник Олимпийских игр 1984, 1992 и 1994 годов.

## Биография
Выступал в составе четвёрок: в 1984 году вместе с Марио Франичем, Синишей Тубичем и Николой Корицей; в 1992 году вместе с Драгишей Йовановичем, Миро Пандуревичем и Огненом Соколовичем.
Выступал в составе двойек: в 1984 году с Синишей Тубичем; в 1994 году с Зораном Соколовичем.